# United States Army Ordnance Munitions and Electronic Maintenance School
 (avril 2022).
Le contenu est difficilement compréhensible vu les erreurs de traduction, qui sont peut-être dues à l'utilisation d'un logiciel de traduction automatique.
La United States Army Ordnance Munitions and Electronic Maintenance School (OMEMS) est une école de l'armée de terre des États-Unis apparue en 1952 jusqu'à sa fusion avec l'United States Army Ordnance School en 2011. Sa mission était de former des militaires et des civils à désarmer et démanteler les explosifs en toute sécurité et à réparer et entretenir les systèmes électroniques, de missiles et de munitions.

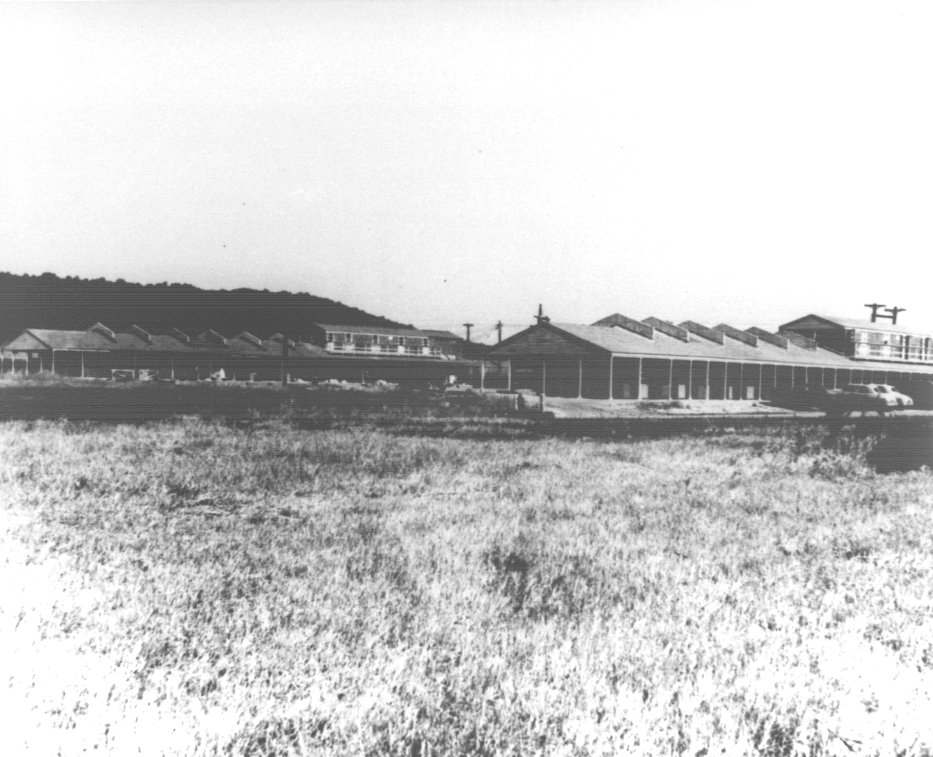
Le Provisional Redstone Ordnance School (1952).

## Histoire
En mars 1952, la Provisional Redstone Ordnance School a été créée à Redstone Arsenal, Alabama. En décembre 1952, l'Ordnance Guided Missile School (OGMS) a été créée, prenant le relais de l'opération provisoire. L'OGMS s'est considérablement développé au fil des ans, occupant une vaste zone terrestre avec de nombreux bâtiments et offrant une grande variété de cours sur les missiles et les munitions à des milliers d'étudiants des États-Unis ainsi que de nombreux pays étrangers. Le nom a ensuite été changé en Missile and Munitions Center and School (MMCS) en 1966, puis en Ordnance Missile and Munitions Center and School (OMMCS) en 1988. L'OMMCS se composait :
- d'un département de la technologie électronique avec un détachement de patriotes à Fort Bliss et un détachement d'entraînement aux munitions à Fort Sill ;
- d'un département de formation EOD avec un détachement EOD à Eglin Air Force Base ;
- d'un département à la formation aux systèmes de missiles ;
- d'un Département à la formation aux munitions ;
- d'un détachement à la formation à la maintenance des appareils électroniques à Fort Gordon ;
- d'une académie NCO

L'école a formé des membres de l'armée des États-Unis, du United States Marine Corps des États-Unis, du Federal Bureau of Investigation et d'autres organismes des forces de l'ordre. L'armée des pays alliés comprenait l'Allemagne de l'Ouest, le Royaume-Uni, l'Italie, l'Arabie saoudite, les Émirats arabes unis (EAU) et la Jordanie.
La brigade scolaire a administré le MMCS avec des sociétés subordonnées pour le personnel, les professeurs et les étudiants. En 1994, la brigade scolaire s'est dissoute et a été remplacée par la 59e Brigade de l'Ordnance réformée. Lorsque l'armée américaine a retiré ses principaux systèmes de missiles, l'OMMCS a abandonné la formation connexe et a été renommée École de maintenance électronique et de munitions de munitions (OMEMS) en 2002. Dans le cadre du Base Realignment and Closure, le centre et l'école d'artillerie de l'armée américaine ont été déplacés d'Aberdeen Proving Ground, Maryland à Fort Lee, Virginie en 2009. Sous BRAC, OMEMS a déménagé à Fort Lee en 2011 et a été fusionné dans l'École de l'Ordnance sous la 59e Brigade de l'Ordnance.

## Systèmes de missiles et de munitions
L'école a dispensé une formation sur une myriade de systèmes, notamment :
- Système de missiles d'artillerie de campagne Pershing 1 ;
- Système de missiles d'artillerie de campagne Pershing 1a ;
- Système d'arme Pershing II
- MGM-52 Lance ;
- MIM-3 Nike Ajax ;
- MIM-14 Nike Hercules ;
- M247 Sergent York ;
- Roland ;
- MIM-23 Hawk ;
- MIM-72 Chaparral ;
- M163 VADS ;
- M167 VADS ;
- FIM-43 Redeye ;
- FIM-92 Stinger ;
- PGM-11 Redstone ;
- MGM-29 Sergent  ;
- MGM-5 Caporal ;
- MGR-1 Honest John ;
- MGR-3 Little John.

## Insignes

### Insigne de manche d'épaule

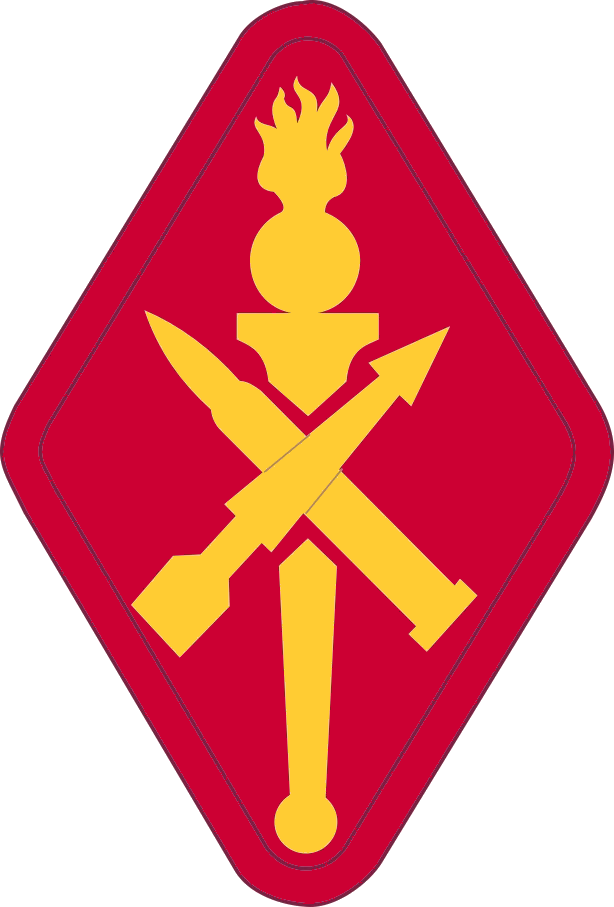
Insigne de manche d'épaule.

Le centre et l'école de missiles et de munitions d'artillerie avait son propre insigne de 1966 à 1994, date à laquelle il a été remplacé par l'insigne de la 59e brigade d'artillerie.
Blason
Sur une pastille cramoisie aux coins arrondis de 3 pouces (7,62 cm) de hauteur et 2 pouces (5,08 cm) de largeur hors tout une torche jaune de la connaissance surmontée d'un missile jaune et d'une cartouche jaune salée, le missile traversant la cartouche et la torche séparés du missile et de la cartouche par des fimbriations cramoisies le tout dans un 1/8 pouces (0,3175 cm) bordure cramoisie. 
Symbolisme
Le cramoisi et le jaune sont les couleurs utilisées pour les munitions. La torche signifie la connaissance et fait allusion à la formation aux missiles et aux munitions.
Contexte
L'insigne de la manche d'épaule a été approuvé le 7 novembre 1969. L'insigne a été modifié le 2 mai 2002, pour étendre l'usure au centre et à l'école d'artillerie de l'armée américaine (TIOH Dwg. N° A-1-528).

### Insigne d'unité distinctif
Bouclier

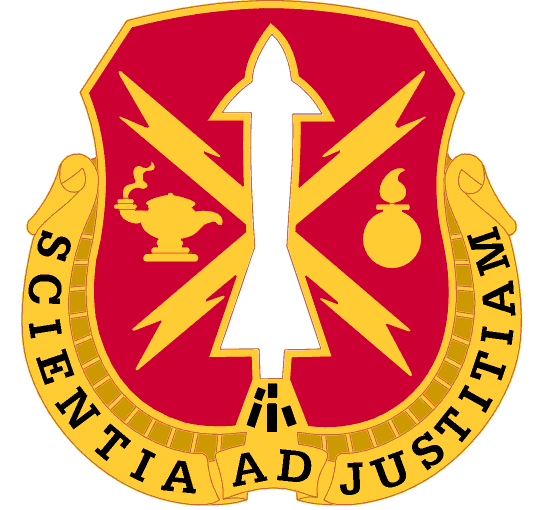
Insigne d'unité distinctif.

Crimson, surmontant deux éclairs au sens salin entre en fasce une lampe de connaissance et une bombe enflammée Ou, un missile guidé avec traînée de base en pâle Proper (missile blanc).
Devise
Scientia Ad Justitiam (Connaissance pour l'action juste).
Symbolisme
Le cramoisi et le jaune sont les couleurs de l'Ordnance. Le missile décrit la mission du Centre et de l'École de former des officiers et des hommes enrôlés à la fourniture et à l'entretien de missiles guidés. La lampe, symbolique de la compréhension et de la connaissance, indique en outre l'activité scolaire de l'école. Les éclairs représentent des impulsions électroniques et désignent le guidage des hommes ainsi que des missiles. La bombe fait allusion à l'Ordnance Corps.
Contexte
L'insigne d'unité distinctif a été initialement approuvé pour l'école de missiles guidés par l'armée américaine le 27 septembre 1954. Il a été renommé pour le centre et l'école de missiles et de munitions de l'armée américaine le 18 février 1966.